# Hans Boersch
Hans Boersch (* 1. Juni 1909 in Berlin; † 9. Juni 1986 in Eggenfelden) war ein deutscher Physiker.

## Leben und Werk
Boersch studierte ab 1930 Physik an der Technischen Hochschule Charlottenburg und ab 1933 an der Universität Wien. Dort wurde er 1935 mit der Arbeit „Bestimmung der Struktur einiger einfacher Moleküle mit Elektronen-Interferenz“ promoviert. Anschließend wurde er wissenschaftlicher Mitarbeiter im Forschungslaboratorium der AEG in Berlin. Zusammen mit Hans Mahl gelang ihm 1939 im Forschungslabor die Realisierung des ersten Transmissionselektronenmikroskops. 1941 begann er eine Tätigkeit als Assistent am I. Chemischen Institut der Universität Wien und errichtete dort das Laboratorium für Strukturforschung und Übermikroskopie. Er habilitiere im Jahr 1942 mit einer Arbeit über Elektronen-Beugungserscheinungen.
Nach Zwischenstationen an der Universität Innsbruck und ab 1946 am Institut des Recherches Scientifiques in Tettnang (Württemberg) wechselte er 1948 zur Physikalisch-Technischen Bundesanstalt in Braunschweig. Gleichzeitig wurde ihm eine Honorarprofessur an der TH Braunschweig angeboten, wo er später die anomale Energieverteilung in intensiven Elektronenstrahlen entdeckte, den nach ihm benannten „Boersch-Effekt“. Diese Energieverteilung ist ein begrenzender Faktor für das Auflösungsvermögen von Elektronenmikroskopen. 1954 wurde Boersch Leiter des I. Physikalischen Instituts der TU Berlin. 1959 wurde er von Walter Schottky für den Nobelpreis für Physik vorgeschlagen.
Zusammen mit Günter Sauerbrey (1933–2003) und Christian Radeloff (* 1932) gab er auf der Physikertagung in Wiesbaden 1960 eine erste Deutung der schon 1919 von Julius Edgar Lilienfeld beobachteten grau-weißen „Lilienfeldstrahlung“ bei Röntgenröhren, die zwischenzeitlich in Vergessenheit geraten war.
Boersch richtete am Optischen Institut der TU Berlin eine der ersten Arbeitsgruppen in Deutschland ein, die sich mit Lasern beschäftigten. Seine Doktoranden Horst Weber und Gerd Herziger bauten 1962 eigene Festkörperlaser und He-Ne-Laser. Zu seinen weiteren Doktoranden und Mitarbeitern zählten Karl Ludwig Thomas, Heinz Niedrig und Hans Pfeiffer.
Er ist zusammen mit seiner Ehefrau auf dem Neuen Friedhof in Ulm in der Abteilung 72, Grabstättennummer 78, bestattet worden.

## Schriften
- Beobachtung Fresnel'scher Elektronen-Beugungserscheinungen mit einem neuen Gerät. Habilitationsschrift. Universität Wien 1942.

## Auszeichnungen und Preise
- 1941: Silberne Leibniz-Medaille der Preußischen Akademie der Wissenschaften (zusammen mit anderen Pionieren der Elektronenmikroskopie)
- 1952–1953 ordentliches, 1953–1970 korrespondierendes Mitglied der Braunschweigischen Wissenschaftlichen Gesellschaft[5]
- 22. September 1975: Ehrenmitgliedschaft in der Deutsche Gesellschaft für Elektronenmikroskopie e. V.[6]